# نظرية أكوال
أكوال هي نظرية للجاذبية مبنية على الديناميكيات النيوتونية المعدلة موند (MOND)، ولكن باستعمال لانغرانجيان. تم تطويرها من قبل جيكوب بيكينستين ومورديهاي ميلغروم في ورقتهم البحثية لعام 1984، «هل مشكلة الكتلة المفقودة تشير إلى انهيار الجاذبية النيوتونية؟». «أكوال» تعني «معادلة لانغرانجية تربيعية».
قانون قوة الجاذبية المكتسبة من الديناميكيات النيوتونية المعدلة:
{\displaystyle m\mu \left({\frac {a}{a_{0}}}\right)a={\frac {GMm}{r^{2}}},}
فيه خلل خطير: فهي تخرق قانون نيوتن الثالث للحركة، وبذلك تفشل في المحافظة على الزخم والطاقة. لرؤية ذلك، اعتبر أن لدينا شيئين مع (معادلة)؛ فسيصبح لدينا:
{\displaystyle \mu \left({\frac {a_{m}}{a_{0}}}\right)ma_{m}={\frac {GMm}{r^{2}}}={\frac {GMm}{r^{2}}}=\mu \left({\frac {a_{M}}{a_{0}}}\right)Ma_{M}}
ولكن القانون الثالث يعطي {\displaystyle ma_{m}=Ma_{M},} فنحصل على:
{\displaystyle \mu \left({\frac {a_{m}}{a_{0}}}\right)=\mu \left({\frac {a_{M}}{a_{0}}}\right)}
على الرغم من أن ذلك سيكون ثابتًا، خلافًا لافتراض موند بأنه خطي للحجج الصغيرة.
يمكن تصحيح هذه المشكلة عن طريق اشتقاق قانون القوة من لاغرانج، على حساب ربما تعديل الشكل العام لقانون القوة. ثم يمكن بعد ذلك اشتقاق قوانين الحفظ من لاغرانج بالوسائل المعتادة.
نظرية أكوال اللانغرانجيانية هي:
{\displaystyle \rho \Phi +{\frac {1}{8\pi G}}a_{0}^{2}F\left({\frac {|\nabla \Phi |^{2}}{a_{0}^{2}}}\right);}
هذا يقود إلى معادلة بواسون معدلة:
{\displaystyle \nabla \cdot \left(\mu \left({\frac {|\nabla \Phi |}{a_{0}}}\right)\nabla \Phi \right)=4\pi G\rho ,\qquad {\text{with }}\quad \mu (x)={\frac {dF(x^{2})}{dx}}.}
حيث التسارع المتوقع هو (معادلة). تقلل هذه المعادلات إلى معادلات موند في حالة التناظر الكروي، على الرغم من أنها تختلف إلى حد ما في حالة القرص اللازمة لنمذجة المجرات الحلزونية أو العدسية. ومع ذلك، فإن الفرق هو فقط 10-15 ٪ ، لذلك لا يؤثر تأثيرا خطيرا على النتائج.
وفقًا لساندرس ومغوث، فإن إحدى المشكلات المتعلقة بأكوال (أو أي نظرية توترية يدخل فيها الحقل القياسي كعامل مطابق في ضرب متري أينشتاين) هي فشل لأكوال في التنبؤ بكمية عدسات الجاذبية التي يتم رصدها فعليًا في مجموعات غنية من المجرات.